# Église protestante de la cité de l'Ill
L'église protestante de la cité de l'Ill est une église protestante située à l'angle des rues de l'Ill et de la Fabrique dans le quartier de la cité de l'Ill à Strasbourg.